# 入間馬車鉄道
入間馬車鉄道（いるまばしゃてつどう）は、埼玉県入間郡入間川町（現在の狭山市）と入間郡飯能町（現在の飯能市）を結んでいた馬車鉄道。
武蔵野鉄道（現在の西武池袋線）開通前、鉄道の存在しなかった飯能地区と、南北に伸びる川越鉄道（現在の西武新宿線）とを連絡する鉄道系交通機関として重要な役割を果たした。

## 概要
川越鉄道の入間川駅（現狭山市駅）の西口から続く台地の北麓を回り込むように走ったのち、鍵の手形の路線で入間川町の中心街を経て入間川を渡り、県道262号線・国道299号線（一部旧道）をひたすら西進して飯能町の中心部に至っていた。
車庫・機関庫にあたる厩舎は入間川・笹井・飯能に置かれていた。本社は入間川駅前、現在西友狭山市駅前店のある場所に存在していたが、入間川側には「馬匹夫」と呼ばれる馬の世話係が常駐するのみで、運行拠点は飯能側に置かれ、乗務員の社宅も飯能停留所そばに長屋で設けられていた。
なお、入間川町の市街地では同じ入間川駅前を起点とする中武馬車鉄道と線路を共用していた。

### 路線データ
- 営業区間：入間川 - 飯能
- 路線距離（営業キロ）：6マイル30チェーン＝約10.2km
- 軌間：758mm（2尺5寸）
- 複線区間：全線単線
- 電化区間：なし（馬力）

軌間は通常用いられるヤード・ポンド法ではなく、尺貫法に基づく値であった。ただし、2フィート6インチの762mmとする説もある。
路線距離については、営業時には全てマイル・チェーン表記であった。ここでは和久田康雄『新版 資料・日本の私鉄』のデータを元にし、1マイル＝約1.6km、1チェーン＝約0.02kmとして計算した。

## 歴史

### 背景
当馬車鉄道の建設の契機となったのは、1893年に開始された川越鉄道の敷設工事である。鉄道路線が存在しなかった埼玉県入間郡の西部地域が、これによりようやく鉄道の恩恵を受けることが出来るようになることが期待された。
しかし川越鉄道は南北に伸びる路線であり、直接的に恩恵を受けるのは所沢町・入間川町・川越町などごくわずかな都邑のみである。川越鉄道の路線から大きく外れた飯能町方面からは、馬車や大八車をもって旅客や貨物を運ぶしかなく、せっかく鉄道が通じてもそこまでは昔ながらの非効率な輸送形態を取らなければならなくなるという事態が生じることが予想された。
そこで川越鉄道線を補助する東西の路線として、入間川駅を起点とする馬車鉄道が計画されたのである。

### 開業

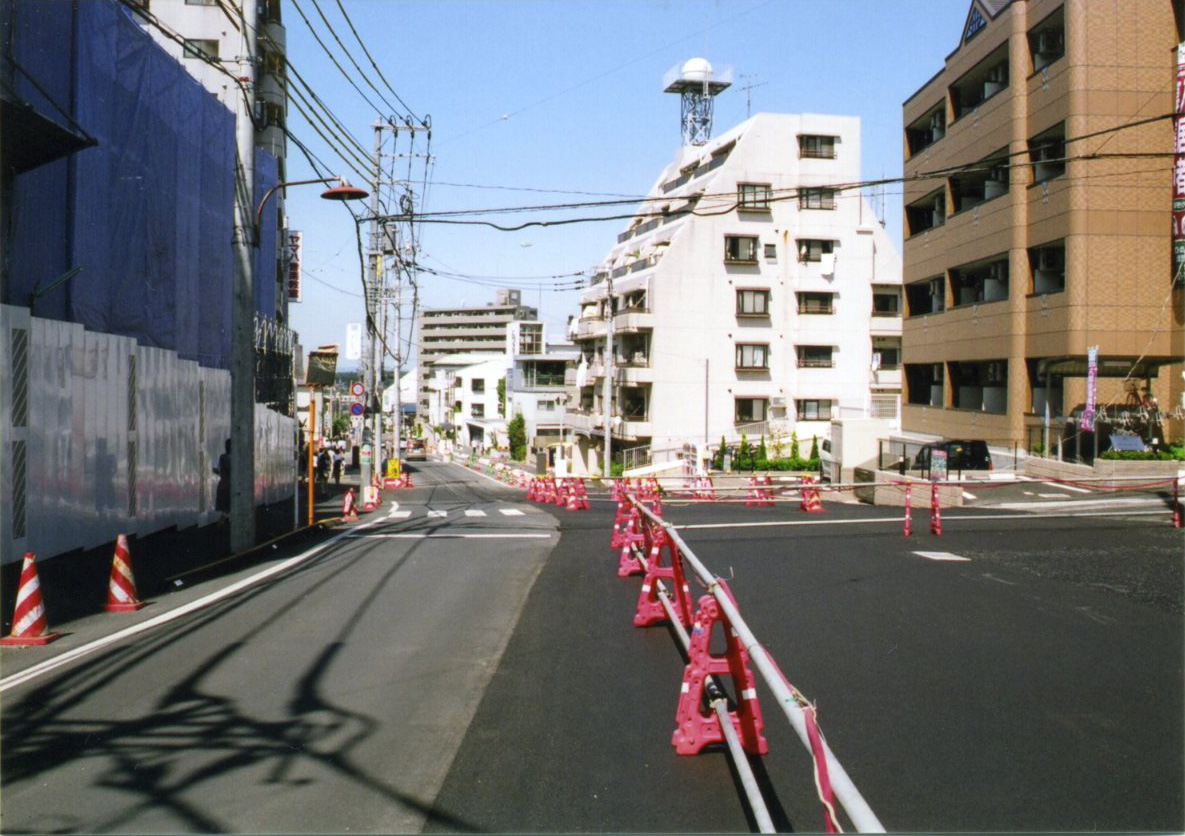
当馬車鉄道開通に伴い開削された道・馬車新道。現在は駅前開発工事で拡幅されたが、元は柵の左側までしか道幅がなかった

この計画を提案したのは、地元の水富村上広瀬（現在の狭山市上広瀬）出身の衆議院議員で、川越鉄道の発起人の一人でもあった清水宗徳であった。
清水は川越鉄道という都心へとつながる鉄道の恩恵をひとり入間川町のみに留めず、人口が比較的多く織物・茶業など土着の産業が発達している周辺地域、なかんずく飯能地区の各町村にも広めるため、早急にこれらの町村を結ぶ横の交通機関を整備するべきであると考えていた。さらに飯能と結ぶことで、そこから道の伸びている秩父方面からの旅客や貨物などの輸送も見込まれるとした。
こうして入間川駅から入間川町中心部を経て、水富・元加治・精明の各村を通過して飯能町へ至る路線が策定され、清水ら個人経営の馬車鉄道として特許出願が行われたのである。
この当時、鉄道に取り残された都邑の間で馬車鉄道を都市間連絡・鉄道連絡路線として敷設するということが広く行われていたため、特許申請はすんなりと通り、1894年3月28日付で特許が下った。清水たちはさっそく工事に取りかかったものの、一方で北海道の開拓事業も行っていたためこちらに全力を注げず、入間川駅西口から高台を北側へ回る「馬車新道」の開削と道路拡張をしたのみで、肝腎の敷設の方にはなかなか漕ぎ着けられずにいた。
そうしているうちに、同年に清水たちと全く同じ観点から入間川と飯能を鉄道で結ぼうとする計画が持ち上がった。豊岡町（現在の入間市）の繁田武平、飯能町の小能正三らといった織物業者らによって計画された「飯能鉄道」がそれである。彼らは飯能を東京と北関東の物流拠点として位置づけ、この鉄道によって沿線町村の物産運搬を東京・横浜方面と直結させて埼玉県西の産業発展につなげようとした。その経路は完全に清水たちの馬車鉄道と重なっており、強大なライバルが唐突に出現した形となった。
これに対し、清水たちの側が取ったのは電気動力化であった。1896年に清水たちは動力を電気に変更する旨の申請を行い、飯能町久須美地内に自前の発電所を設けることにした。この出願は一旦取り下げられたものの、1898年に水富村の山崎真穂によって再び同じ計画が提出され、その認可待ちのために馬車鉄道の建設は一時中止となった。
だが、ここで事態が急展開する。ライバルである飯能鉄道が計画を認められず、出願却下となってしまったのである。同じ経路で同じ鉄道として敷設する計画だった清水たちの出願も同時に却下され痛み分けの状態となったが、馬車鉄道の特許は取り消されなかったため、思いがけずライバルが自滅した形になった。
かくして1899年には、「入間馬車鉄道」として水富村や入間川町の豪商を主な株主とした会社組織の設立がなった。清水たちはこれに伴い、自分たちの所有していた軌道特許や各種書類を有償で譲渡し、会社は名実ともに馬車鉄道が建設出来る体勢となった。会社の設立自体は定款の問題などで中央ともめたために翌1900年までかかってしまったが無事成功し、入間銀行頭取であった増田忠順が社長に就任した。
そして1年の工事の末、1901年5月10日に入間馬車鉄道は開通の時を迎えることになったのである。

### 経営不振と資金流用問題
ところがせっかく地域の期待の星として華々しく開通したにもかかわらず、入間馬車鉄道の経営は当初から不振を極めることになった。
その理由として、輸送対象として当て込んでいた伝統織物・魚子織などの織物産業がこの時期にわかに不振となってしまい、旅客・貨物ともに減少に転じていたことがある。また、軌間の狭さや交換設備の不備がうらみとなり、旅客列車運転の合間合間に貨物輸送を行うという非効率な輸送法を行っていたため、思うような実績が上がらなかったことも原因である。
またそれ以前に、会社自身も負債を抱えていた。まず建設時に、目論見書通りの株式購入金の払い込みがかなわなかったことがかなり大きい。株式を購入してもらうことはつまり資金調達と同義であり、資金不足で路線建設に臨まなければならなかったのである。さらに建設するうちに予想だにしない経路変更や路線延長が発生、その分建設費が増大してさらに負債が増えてしまっていた。
この会社の負債に関し、開業翌年の1902年8月に会社を揺るがす事件が起こった。社長の増田が、自分が頭取を務める入間銀行の金5万円余りを密かに工事費用として流用したという事実が発覚したのである。増田にしてみれば弱り切った末のやむにやまれぬ処置であったが、今度はこの内密の金をどう帳簿上処理するかが問題となり、苦し紛れに社債として発行しようとしたものの、これを知った株主の大反発により明らかになったものであった。
この事件は一時訴訟沙汰になりかけたものの、仲裁により臨時株主総会を開いて対処を協議することになった。この総会では経営陣が総辞職、調査委員により創業以来の経理調査が行われることが決定した。さらに経営陣も改選され、社長に当馬車鉄道の創始者である清水が就任することになった。
しかし事件はこれで終わらなかった。5万円の金は水富村の株主たちの強い訴えもあって増田個人の負債とされたのであるが、このことをめぐり入間銀行との訴訟合戦が勃発し、年単位で訴訟が続けられる事態となった。この訴訟費用も数千円単位の莫大なものとなり、会社の経営を圧迫することになる。
一方で、当馬車鉄道の経営状態自体も一向に改善する様子を見せなかった。当初から問題が続出していた貨物輸送はついに続けられなくなり事実上廃止され、貨物輸送を大きな収入源としてもくろんでいた当線の根幹を揺るがす事態となった。
さらに1904年に勃発した日露戦争も、当馬車鉄道に大きな打撃を与えた。軍馬が必要になったため、馬車鉄道にとっては生命線というべき馬が徴発されてしまい、運行回数を減らさざるを得なかったのである。そこへ来て馬の餌代の高騰、水害など自然災害による設備の修繕、馬の暴走などによって破損した客車の修繕など常に年数百円単位で金が出て行く状態が何年も続いた。

### 黒字化
窮地に追い込まれた会社に、転機が訪れたのは1907年のことである。かねてから泥沼の訴訟合戦になっていた入間銀行との和解が成立し、莫大な支出となっていた訴訟費用を出す必要がなくなったのである。
これを契機に入間馬車鉄道はその年の臨時株主総会において、目論見書で大きくしすぎた資本金や総株数を見直し、資本金を6万円から3万円へ、総株数を2400株から1200株に半減させた。この処置により、帳簿上は何とか黒字を出すに至った。
当初は帳簿上だけで実体が伴っていなかった黒字も、翌1908年に東京で勧業博覧会が開かれた影響で乗客増となって実体化し、以降急激な収益の増大はなかったものの支出を切りつめる堅実な方法によって黒字を出し続けた。1910年には関東地方を襲った大水害により当線も甚大な被害に遭い、復旧のために単年度で千円を超える支出があったが、それでも支出をひたすらに抑えて黒字に持ち込んでいる。
そして、ついに大正時代に入った1914年には会社が抱え込んでいた負債をようやく完済し、開業以来まつわりついていた肩の荷をようやくに下ろしたのである。

### 終焉
だが、路線が黒字を出し負債を返しきるところまで行っても、会社そのものの経営状態は驚くほど改善したとは言えない状況だった。経営陣はすべて無報酬状態であり、株主にも完全な無配当を続けていた。
また沿線地域で伝統の織物・魚子織に代わり作られていた絹綿交織物も、大正初期の不況によって不振となっており、輸送需要の低下や人の流れの停滞を招く結果となった。こうなっては乗客増も見込めず、当馬車鉄道の経営を追い込んで行っていた。
そんな折、当線にとどめを刺すできごとが起こる。1915年4月15日に、武蔵野鉄道（現在の西武池袋線）が開通したのである。武蔵野鉄道は池袋 - 所沢 - 飯能間の鉄道であり、川越鉄道との接続駅は異なるものの、ほぼ入間馬車鉄道とは並行路線であった。こうなっては入間川駅まで当馬車鉄道で1時間以上もかけて出て、川越鉄道で国分寺に下り中央本線で東京に出るという経路はあまりにも迂遠であり、馬車鉄道沿線の人々は直通で一気に東京へ出られる武蔵野鉄道の方を選んだのである。
そこに追い打ちをかけたのが、1914年から始まった第一次世界大戦である。この戦争に日本も参戦したため、軍事物資として鉄が大量に消費され、鉄材の値段が高騰した。この鉄高騰を当て込んで各地で鉄材の買収を行う者が大勢現れたが、この地域では入間馬車鉄道がその対象にされてしまい、外部から線路を狙ってさまざまな人物が暗躍するようになったのである。
そして当馬車鉄道の線路目当ての買収工作はついに会社自体に及び、1916年には浦和の人物が株を買い占め始めた。会社側と沿線住民たちはこれに対抗するため、県知事宛に「我々は馬車鉄道の公共性を考えて採算度外視でやって来た。そこによそ者が入り込み、鉄材目当てで廃止するようなことがあっては大損害である。何とか存続に力を貸して欲しい」との請願書を提出することになった。
その後、解散派の買い占め側と存続派の会社・住民側の対立がしばらく続いたが、1917年に和解し、会社の解散が決定した。そして同年12月10日をもって路線自体も廃止となり、17年間という短い生涯を終えたのであった。
なお廃止の際従業員に支払われた退職金は、普段の給料の10分の1、わずか1円という微額で、同社の末期の経営状況が惨憺たるものであったことを物語っている。

### 年表
- 1894年（明治27年）3月28日 清水宗徳らに入間川 - 飯能間の馬車鉄道の敷設特許下付[2]
- 1896年（明治29年）9月11日 動力を馬力から電気に変更する旨を申請。のち取り下げ
- 1898年（明治31年）2月 山崎真穂、馬車鉄道の電気動力化を申請。のち却下
- 1900年（明治33年）4月14日 入間馬車鉄道設立手続完了。清水らから特許類の有償譲渡を受ける
- 1901年（明治34年）5月10日 入間川 - 飯能間開業
- 1902年（明治35年）8月 増田忠順社長による資金流用事件発覚
- 1902年（明治35年）9月2日 資金流用事件の責任を取り、増田社長以下経営陣が全員退陣。清水宗徳が社長に就任
- 1907年（明治40年）7月27日 負債軽減のため資本金・総株数を半分に減少
- 1914年（大正3年） 会社の負債を完済
- 1915年（大正4年）4月15日 武蔵野鉄道開業。並行路線のために打撃を受ける
- 1916年（大正5年）8月 鉄材価格高騰を背景に、当線の線路買収を狙った株買い占め工作が発覚。会社・住民側、存続請願書を提出して対抗し、以降解散・存続で対立
- 1917年（大正6年）12月 解散派・存続派が和解し、路線廃止と会社解散に同意
- 1917年（大正6年）12月10日 全線廃止、会社解散

## 駅一覧

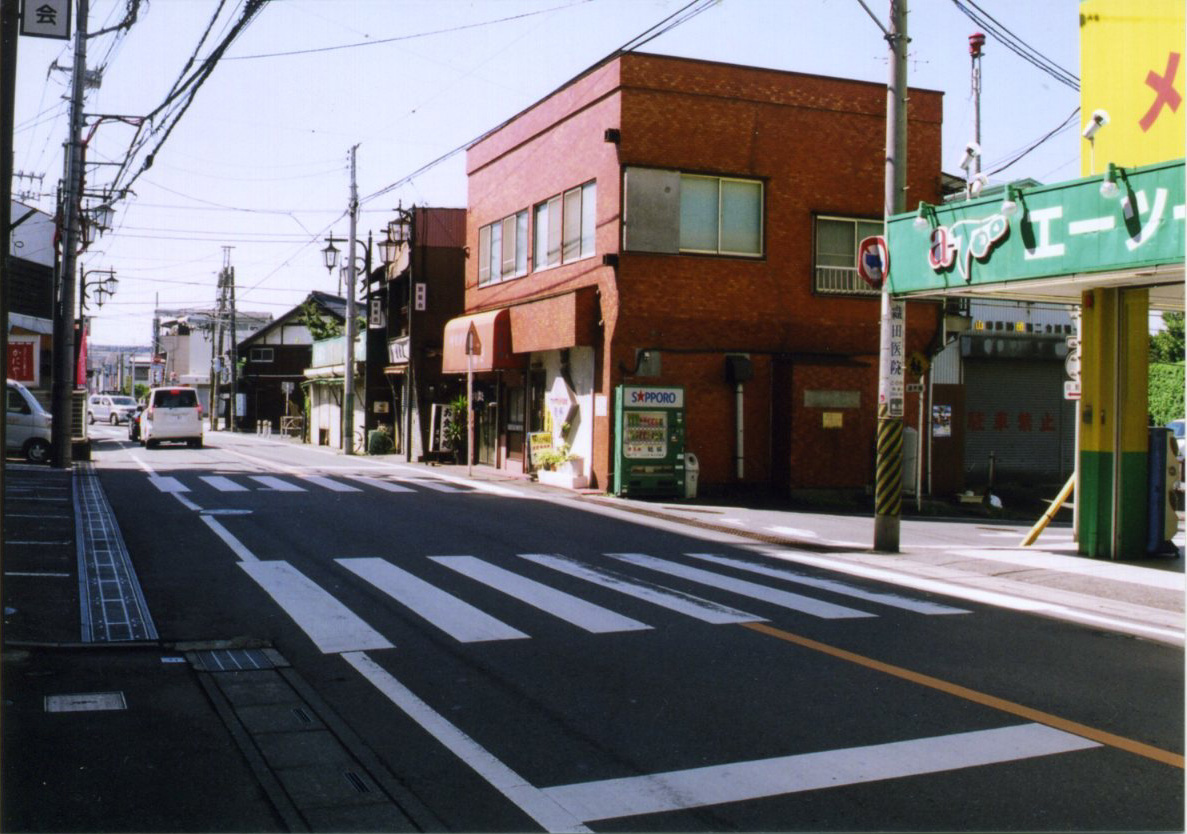
当馬車鉄道と中武馬車鉄道の分岐点。当馬車鉄道は右折、中武馬車鉄道は直進であった

入間川 - 菅原 - 御諏訪下 - 河原宿 - 広瀬 - 根岸 - 笹井 - 八木 - 野田 - 岩沢 - 双柳 - 前田 - 飯能
このうち菅原・岩沢・前田の各停留所は列車の増発に伴い、交換所を増やすために後から開設されたものである。入間川 - 御諏訪下間は中武馬車鉄道と共用であったが、停留所は起点以外共用ではなく各自別々に設けていた。
駅舎は入間川・御諏訪下・広瀬・笹井・野田・双柳・飯能にあった。ただし本格的な駅舎は起終点の入間川と飯能のみで、他は全て待合所程度の簡便なものであった。

## 接続路線
- 入間川：川越鉄道（入間川駅）

## 列車
1頭の馬により1両の客車を牽引する形式であった。列車運行の際は、必ず厩舎のある笹井で馬を付け替えることになっていた。
客車は14名から15名ほどの定員であったが、20名以上を乗せたこともあったという。平均乗客数は7名から8名、乗車率50パーセント程度であった。

## ダイヤ
接続する川越鉄道に合わせてダイヤが組まれており、運転間隔は不均一であったが、おおむね1時間に1本程度の運転であった。
1904年の時点では1日14往復半の運転であった。始発は入間川発が4時50分、飯能発が3時20分、一方終発は入間川発が20時15分、飯能発が19時55分と、早朝から運転し始めて夜早く終了するダイヤとなっていた。この列車本数は1日17往復程度まで増加したこともある。
所要時間は当初は片道1時間15分、菅原・岩沢・前田停留所の開設後は5分伸びて1時間20分となった。ただし川越鉄道との接続を取るために同鉄道の遅れの影響を受けたり、停留所以外での乗降を乗務員の裁量で行うことがあったため、列車に遅延を生じることが多かった。

## 運賃
初乗りは3銭から4銭で、全線の運賃は当初15銭であったが、のちに20銭となった。この運賃は人力車よりも若干安い設定であった。
運賃収受は乗車券方式で、後世の乗車券のように、横形の小さな長方形のものを用いていた（小人用は三角形）。パンチを入れる形式ではなく、あらかじめ金額式の券を用意しておき、それによって所定運賃を収受する方式を採っていた。
運賃には現代同様大人・小人・幼児の区別が存在し、幼児は4歳以下で無賃、小人は5歳以上8歳以下で半額であった（端数処理は厘があるため行わない）。

## その他
- 入間川 - 御諏訪下間の中武馬車鉄道との線路共用区間では、ダイヤに示し合わせがあったわけではなかったため、途中で列車同士が鉢合わせすることがよくあった。この場合、先に開通した当線の方に軌道の所有権があったことから、中武側に車輛ごと線路の外に列車を待避させ、当線の列車が優先的に通るのが暗黙の了解となっていた。
- 列車に遅れが生じた場合、交換停留所以外で列車が鉢合わせすることも起こった。この場合は列車を後退させず、そのまま馬を付け替えて乗務員・乗客を乗り換えさせ、そっくり列車ごと文字通り「交換」して運行を続けた。馬という線路にとらわれない生物を動力とした路線ならではの解決法である。
- 動力が生物であるため、馬に対しては暴走や過労を防ぐ対策が取られていた。入間川橋梁では馬の暴走で客車が川に転落するのを防ぐため、車掌が馬のくつわを取って誘導するのが常で、『狭山市史』には写真も掲載されている。また急坂では馬の負担を減らすために馭者が客車の後押しをすることが認められていたが、当時高価だった靴のすり減りが早くなってしまい中止された。
- 前照灯は客車の屋根に1つ、馭者台の左右に1つずつの3つであったが、菜種油を用いた古典的なもので、冬期には凍結防止として石油が混ぜられた。しかし硝子のおおいが不充分である上芯の調節が難しく、速度を上げると消えそうになってほとんど前照灯の用をなさなかった。
- 馭者や車掌は詰め襟・金ボタンに制帽・革靴という鉄道員のスタイルで勤務しており、夏服・冬服も存在した。外套や雨合羽もあり、当時としては非常にハイカラな服装で花形の職業であった。ただしこれらは新品ではなく、会社が東京の古着屋で仕入れて支給しており、どんな服になるかは実際に服が来てみないと分からなかった。
- 馬は陸軍などから払い下げられた元軍馬で、全て名前がつけられていた。元軍馬であるゆえに訓練されており、馭者には扱いやすかった。元競走馬が入ったこともあったが、おとなしくさせようと手綱を緩めても走り出してしまうため馭者泣かせであった。
- 馬車鉄道ならではの収入源として「馬糞」があった。当時馬糞を含めた屎尿はいわゆる下肥として日常的に肥料とされていたため、有償で取引された。当馬車鉄道では各厩舎で排出される馬糞を集めて周辺の農家に売却、「馬匹排出物売却代」として収入に計上しており、多い時には160円にもなった。
- 当馬車鉄道の創始者である清水宗徳は当地域に馬車鉄道をもたらした人物として生前から尊敬を集め、自宅前には停留所でもないのに列車が必ず止まった。また上広瀬にある彼の墓の墓石の下には、その功績を讃えるため馬車鉄道の線路が敷かれている[3]。
- 現在では西武バス狭山26系統が狭山市駅と飯能駅を下笹井経由で結んでいる。

## 記録類
当線についてはかつて馭者を務めた桜井万造という人物に対し、1975年に綿密な聞き取り調査が行われており、記録類が充実している。
- 『狭山市史』通史編2・近代資料編
  - 前者では第三章第三節に「入間馬車鉄道の開業」という項が設けられ、上述の桜井万造からの聞き取り調査の内容に、会社の設立経緯・経営状態の推移を肉付けして22頁の記述がなされている。後者には上広瀬の元重役宅に残されていた営業報告書や各種の内部書類を中心に経営状況を示す資料が収録されている。
- 『万造じいさんの馬車鉄夜ばなし』
  - 桜井万造への聞き取り調査の際の録音テープを活字に起こした本で、『狭山市史』に収録されなかったこぼれ話などを読むことが出来る。